# Robert Pietrzak
Robert Andrzej Pietrzak – polski chemik, dr hab. nauk chemicznych, profesor Zakładu Chemii Stosowanej i prodziekan Wydziału Chemii Uniwersytetu im. Adama Mickiewicza w Poznaniu.

## Życiorys
24 maja 2002 obronił pracę doktorską Wpływ utleniania na związki siarki zawarte w węglach kopalnych, 7 maja 2010 habilitował się na podstawie rozprawy zatytułowanej Otrzymywanie i wykorzystanie adsorbentów węglowych w procesach usuwania zanieczyszczeń gazowych. 15 września 2017 nadano mu tytuł profesora w zakresie  nauk chemicznych. Został zatrudniony na stanowisku adiunkta w Pracowni Chemii Stosowanej na Wydziale Chemii Uniwersytetu im. Adama Mickiewicza.
Jest profesorem w Zakładzie Chemii Stosowanej i prodziekanem na Wydziale Chemii Uniwersytetu im. Adama Mickiewicza w Poznaniu, oraz członkiem Polskiego Towarzystwa Chemicznego.